# 奧列什尼亞 (科留科夫卡區)
51°51′40″N 32°31′18″E / 51.86111°N 32.52167°E
奧列什尼亞（烏克蘭語：Олешня），是烏克蘭北部的村莊，隸屬切爾尼希夫州的科留基夫卡區。該村始建於十七世紀，面積0.64平方公里，海拔高度148米，2001年人口142，人口密度每平方公里221.2人。